# 스테팡 부아예
피에르 장 스테팡 부아예(프랑스어: Pierre Jean Stéphen Boyer, 1996년 4월 10일~)는 프랑스의 배구 선수로 포지션은 리베로이다. 현재 폴란드 배구 리그의 야스트솅프스키 벵기엘과 프랑스 대표팀의 일원으로 활동하고 있다. 2020년 하계 올림픽에서 프랑스 대표 선수로서 금메달을 획득했다.